# آرشي غريغ
آرشي غريغ (بالإنجليزية: Archie Grigg)‏ هو لاعب كرة قدم أسترالية أسترالي، ولد في 15 فبراير 1895 في Bellarine, Victoria ‏ في أستراليا، وتوفي في 15 أكتوبر 1983 في Frankston, Victoria ‏ في أستراليا.

## وصلات خارجية
- آرشي غريغ على موقع AustralianFootball.com (الإنجليزية)
- آرشي غريغ على موقع AFLtables.com (الإنجليزية)